# Asociación Paleontológica Argentina
La Asociación Paleontológica Argentina (APA) es una organización científica no gubernamental sin fines de lucro que reúne a los paleontólogos y las paleontólogas de Argentina, aunque también cuenta con miembros de otros países que trabajan en temáticas de la región. La asociación publica desde 1957 la revista especializada en paleontología Ameghiniana, llamada así en honor a Florentino Ameghino. A partir de 2015 comenzó a editar una revista en línea, la Publicación Electrónica de la Asociación Paleontológica Argentina (PE-APA).

## Historia
Fue fundada el 25 de noviembre de 1955 cuando se estableció un consejo directivo provisorio formado por los paleontólogos Armando F. Leanza (presidente), Pedro N. Stipanicic (vicepresidente), Osvaldo A. Reig (secretario), Carlos A. Menéndez (prosecretario), Noemí V. Cattoi (tesorera), Horacio H. Camacho (protesorero), Rosendo Pascual (vocal), Andreína Bocchino (vocal) e Hildebranda A. Castellaro (vocal).
La primera Comisión Directiva elegida por asamblea, en 1957-1958, estableció sede en el Museo Argentino de Ciencias Naturales “Bernardino Rivadavia” y fundó la revista Ameghiniana.
En 1974 organizó junto a la Universidad Nacional de Tucumán, el primer Congreso Argentino de Paleontología y Bioestratigrafía. El congreso se realizó entre el 12 y el 14 de agosto del mismo año en la Fundación Miguel Lillo.

## Logo
El logo de la Asociación Paleontológica Argentina presenta tres fósiles sudamericanos, un vertebrado Thylacosmilus, una planta Dicroidium y un invertebrado Leptosphinctes, en representación de las distintas disciplinas paleontológicas.

## Miembros
| Periodo   | Presidente                  | Vicepresidente                 | Secretario                  | Prosecretario                | Tesorero                 | Protesorero              | Vocales                                                                                                   | Vocales suplentes                                                          |
| --------- | --------------------------- | ------------------------------ | --------------------------- | ---------------------------- | ------------------------ | ------------------------ | --- | -------------------------------------------------------------------------- |
| 1955-1956 | Armando F. Leanza           | Pedro N. Stipanicic            | Osvaldo A. Reig             | Carlos A. Menéndez           | Noemí V. Cattoi          | Horacio H. Camacho       | Rosendo Pascual, Andreína Bocchino de Ringuelet, Hildebranda A. Castellaro                                |                                                                            |
| 1957-1958 | Osvaldo A. Reig             | Pedro N. Stipanicic            | Noemí Cattoi                | Jorge R. J. Paoli            | Horacio H. Camacho       | Andreína B. de Ringuelet | Carlos A. Menéndez, Rosendo Pascual y Raúl A. Ringuelet                                                   | María Bonetti de Stipanicic, Hildebranda A. Castellaro, Elsa F. de Alvarez |
| 1959-1961 | Horacio H. Camacho          | Rosendo Pascual                | Noemí Cattoi                | Rodolfo Casamiquela          | Carlos A. Menéndez       | Andreína B. de Ringuelet | Osvaldo O. Reig, Pedro N. Stipanicic, Jorge R. J. Paoli                                                   | Sergio Archangelsky, Hildebranda A. Castellaro, María B. de Stipanicic     |
| 1961-1963 | Rosendo Pascual             | Sergio Archangelsky            | Noemí Cattoi                | Rodolfo Casamiquela          | Carlos A. Menéndez       | Andreína B. de Ringuelet | Horacio H. Camacho, Osvaldo O. Reig, Aldo R. J. Paoli;                                                    | Hildebranda A. Castellaro, María B. de Stipanicic, Pedro Bondesio          |
| 1963-1965 | Sergio Archangelsky         |                                |                             |                              |                          |                          | |                                                                            |
| 1965-1967 | Carlos A. Menéndez          | Andreína Bocchino de Ringuelet | Rodolfo Casamiquela         | Alwine Bertels               | María B. de Stipanicic   | Elba D. Pothe de Baldis  | Sergio Archangelsky, Juan Carlos Gamerro, Rosendo Pascual                                                 | Oscar Arrondo, Elías R. De La Sota, Enrique Ortega                         |
| 1967-1969 | Sergio Archangelsky         | Andreína Bocchino de Ringuelet | Oscar Arrondo               | Wolfgang Volkheimer          | María B. de Stipanicic   | Alfredo Cuerda           | Carlos A. Menéndez, Regina Levy de Caminos, Juan Carlos Gamerro                                           | Oscar Odreman, Alberto C. Riccardi, Nora Sabattini                         |
| 1969-1971 | Pedro N. Stipanicic         | Wolfgang Volkheimer            | Alwine Bertels              | Regina Levy de Caminos       | María B. de Stipanicic   | Alfredo Cuerda           | Oscar Odreman, Juan Carlos Gamerro, Nora Sabattini                                                        | Alberto C. Riccardi, Carlos Azcuy, Norberto Malumian                       |
| 1971-1973 | Carlos A. Menéndez          | Andreína Bocchino de Ringuelet | Alwine Bertels              | Wolfgang Volkheimer          | Carlos Azcuy             |                          | María B. de Stipanicic, Juan Carlos Gamerro, Ana María Baez, Alfredo Cuerda                               | Oscar Arrondo, Bruno T. Petriella, Francisco E. Nullo                      |
| 1973-1976 | Rosendo Pascual             | Sergio Archangelsky            | Alfredo Cuerda              | Regina Levy de Caminos       | Carlos A. Menéndez       | Ignacio A. Méndez        | Elba D. Pothe de Baldis, Graciela Blasco de Nullo, Rosa Jelin                                             | Pedro N. Stipanicic, Horacio H. Camacho, Marcelo Yrigoyen                  |
| 1976-1977 | Alwine Bertels              | Juan Carlos Gamerro            | Sergio Archangelsky         | Graciela B. de Nullo         | Oscar González Amicon    | Regina Levy de Caminos   | Zulma Brandoni de Gasparini, Gustavo J. Scillato Yané, Victor Ramos                                       | Wolfgang Volkheimer, Edgardo J. Romero, Rosendo Pascual                    |
| 1977-1979 | Wolfgang Volkheimer         | Juan Carlos Gamerro            | Gustavo J. Scillato Yané    | María Guiomar Vucetich       | Oscar González Amicon    | Eliseo G. Sepúlveda      | Ana María Baez, Alicia M. Baldoni, Patricio Ganduglia                                                     | Pedro Bondesio, Hector Leanza, Alwine Bertels                              |
| 1979-1981 | Alberto C. Riccardi         | Edgardo J. Romero              | Zulma Brandoni de Gasparini | Graciela Blasco de Nullo     | Raúl Leguizamón          | Bruno T. Petriella       | Eduardo P. Tonni, Miguel O. Manceñido, Miguel F. Soria                                                    | Regina Levy de Caminos, Wolfgang Volkheimer, Eduardo Olivero               |
| 1981-1983 | Mario A. Hünicken           | Bruno A. Baldis                | Hector Leanza               | Graciela Sarmiento           | Ana María Báez           | Guillermo A. Laffitte    | María Beatriz Aguirre-Urreta, Miguel O. Manceñido, Francisco Medina                                       | Sara C. Ballent, José A. Salfity, Wolfgang Volkheimer                      |
| 1983-1985 | Zulma Brandoni de Gasparini | Raúl Leguizamón                | María Guiomar Vucetich      | Eduardo P. Tonni             | Graciela Blasco de Nullo | Carolina Nañez           | Bruno T. Petriella, Oscar Donadío, Ana K. de Stach                                                        | Edgardo J. Romero, Mónica Dibbern de Canevari, Mario A. Hünicken           |
| 1985-1988 | Raúl Leguizamón             | Pedro Bondesio                 | Nora Sabattini              | Analía Artabe                | Oscar Donadío            | Mariano Bond             | Marta Arguijo, Carlos Azcuy, Susana Palamarczuk                                                           | Francisco Nullo                                                            |
| 1988-1989 | Oscar G. Arrondo            | Ana María Baez                 | Marta H. Arguijo            | Marcelo S. de la Fuente      | Rubén Cuneo              | Miguel Fernando Soria    | Silvia N. Césari, Mario A. Cozzuol, Sergio F. Vizcaíno                                                    | Pedro N. Gutiérrez, Analia Artabe, Nora Sabattini                          |
| 1989-1991 | Alberto L. Cione            | Carlos L. Azcuy                | Celina A. Fernández         | Eduardo B. Olivero           | Luis M. Chiappe          | Guillermo Rougier        | Alfredo A. Carlini, Gladys N. Angelozzi, Osvaldo A. Reig                                                  | María Alejandra Gandolfo, Francisco J. Goin, Marcelo S. de la Fuente       |
| 1991-1993 | Edgardo Romero              | Héctor A. Leanza               | Eduardo Ottone              | Eduardo P. Tonni             | Claudia Marsicano        | Francisco Medina         | Fernando Novas, Jorge Seiler, Guiomar Vucetich                                                            | Viviana Barreda, Nora Cabaleri, Georgina Del Fueyo                         |
| 1993-1995 | Héctor A. Leanza            | Miguel O. Manceñido            | Eduardo Ottone              | Cecilia Laprida              | Viviana Barreda          | Nora Cabaleri            | Mariana Brea, Pedro Bondesio, Fernando Novas                                                              | Gladys N. Angelozzi, Alicia Echevarría, Jorge Seiler                       |
| 1995-1997 | Miguel O. Manceñido         | Eduardo P. Tonni               | Graciela Parma              | Mariana Brea                 | Claudia Marsicano        | Cecilia Laprida          | Nora Cabaleri, Gabriela Lo Forte, Diego Verzi                                                             | Claudia Armella, Guillermo López, Liliana Villar de Seoane                 |
| 1997-1999 | Miguel Griffin              | Miguel O. Manceñido            | Pedro R. Gutiérrez          | Sergio F. Vizcaíno           | Cecilia Laprida          | Franco Tortello          | Marcelo Reguero, Liliana Villar de Seoane, Beatriz Waisfeld                                               | Viviana Barreda, Ester Farinati, Ricardo Pasquali                          |
| 1999-2001 | Susana E. Damborenea        | Sergio F. Vizcaíno             | Franco Tortello             | Liliana Villar de Seoane     | Nora Cabaleri            | Mercedes Di Pasquo       | Marta S. Fernández, Gabriela Lo Forte, Francisco A. Medina                                                | Galdys Ortega, Silvio Casadío, Leandro M. Pérez                            |
| 2001-2003 | Sergio F. Vizcaíno          | Franco Tortello                | Mercedes Di Pasquo          | Alba Zamuner                 | Nora Cabaleri            | Pablo Pazos              | Alejandra Pagani, Alejandro Kramarz, Susana Bargo                                                         | Miguel Griffin, Marta S. Fernández, Aldo Prieto                            |
| 2003-2005 | Rodolfo A. Coria            | Andrea Arcucci                 | Gabriela Lo Forte           | Susana Bargo                 | Alejandro Kramarz        | Andrea Cambiaso          | Silvia Césari, Oscar Gallego, Mauro Passalia                                                              | Franco Tortello, Sergio Vizcaíno, Leonardo Salgado                         |
| 2005-2007 | Silvia Césari               | Pedro R. Gutiérrez             | Gabriela Lo Forte           | Carolina Vieytes             | Cecilia Deschamps        | Luis Palazzesi           | Beatriz Waisfeld, Marcelo Martínez, Edsel Brussa                                                          | Rodolfo Coria, Andrea Arcucci, Oscar Gallego                               |
| 2007-2009 | Pedro R. Gutiérrez          | Beatriz Waisfeld               | Julia B. Desojo             | Valeria Pérez Loinaze        | Cecilia Deschamps        | Darío G. Lazo            | Diego Pol, Mariano Bond, Javier N. Gelfo                                                                  | Carina Colombi, Gabriela Cisterna, Marcelo Martínez                        |
| 2009-2011 | Mariano Bond                | Aldo Prieto                    | Javier N. Gelfo             | Julia B. Desojo              | Darío G. Lazo            | Luis Palazzesi           | Emilio Vaccari, Carolina Acosta Hospitaleche, Francisco J. Prevosti                                       | Andrea Arcucci, Graciela Esteban, Ana P. Carignano                         |
| 2011-2013 | Emilio Vaccari              | Francisco J. Prevosti          | Javier N. Gelfo             | Carolina Acosta Hospitaleche | Leandro C.A. Martínez    | Verónica Krapovickas     | Andrea Arcucci, Raquel Guerstein, Ana P. Carignano                                                        | María Teresa Dozo, Lucía Balarino, Oscar Gallego                           |
| 2013-2015 | Francisco J. Prevosti       | Claudia Tambussi               | Josefina Bodnar             | Paula Bona                   | Juan Carlos Fernicola    | Bárbara Cariglino        | Noelia Carmona, Claudio De Francesco, Emilio Vaccari                                                      | Ulyses Pardiñas, Juliana Sterli, Marcela Cichowolski                       |
| 2015-2017 | Juan Carlos Fernicola       | Claudio De Francesco           | Josefina Bodnar             | Javier Echevarría            | Roberto Pujana           | Sol Noetinger            | Juliana Sterli, Bárbara Cariglino, Noelia Carmona                                                         | Laura Cruz, Diego Balseiro, Lucas Fiorelli                                 |
| 2017-2019 | Juan Carlos Fernicola       | Juliana Sterli                 | Javier Echevarría           | Josefina Bodnar              | Roberto Pujana           | Sol Noetinger            | Bárbara Cariglino, Laura Cruz, Diego Balseiro                                                             | Verónica Vennari, Mónica Buono, Federico J. Degrange                       |
| 2019-2022 | Juliana Sterli              | Julia B. Desojo                | Javier Echevarría           | Lucía Balarino               | Pablo Gallina            | Diego Balseiro           | Verónica Vennari, Mónica Buono, Federico J. Degrange, Paula Muzzopappa, José Carballido, Damián Pérez     |                                                                            |
| 2022-2025 | Julia B. Desojo             | Mónica Buono                   | Josefina Bodnar             | Ezequiel Vera                | Pablo Gallina            | Gastón Martínez          | Cecilia Apaldetti, Evangelos Vlachos, Santiago Reuil, Paula Muzzopappa, Damián Pérez, María Eugenia Raffi |                                                                            |

## Labor editorial
Desde el año 1957, la APA publica bimestralmente la revista Ameghiniana. Esta revista publica artículos de Anatomía, Sistemática, Filogenia, Paleobiología, Paleoecología, Paleobiogeografía, Biostratigrafía, Tafonomía, así como trabajos de otras disciplinas cuyas conclusiones tengan implicancias paleontológicas.
En el año 1981, la asociación lanza el primer número de la revista Publicación Especial, dedicada a publicar contribuciones de reuniones científicas (congresos, simposios y jornadas) y compilaciones de temáticas particulares. Esta publicaciones no periódicas se mantuvieron hasta el año 2014, fecha de la última publicación. Desde el año 2015, la APA relanza la revista con el nombre Publicación Electrónica de la Asociación Paleontológica Argentina (PE-APA) bajo un nuevo formato y periodicidad.